# پیوه‌بوویلیانا
پیوه‌بوویلیانا (به ایتالیایی: Pievebovigliana) یک کومونه در ایتالیا است که در استان ماچه‌راتا واقع شده‌است. پیوه‌بوویلیانا ۲۷٫۳ کیلومتر مربع مساحت و ۸۹۵ نفر جمعیت دارد و ۴۳۹ متر بالاتر از سطح دریا واقع شده‌است.